# Palazzo Terralavoro alla Sanità
Il palazzo Terralavoro è un palazzo monumentale di Napoli ubicato nel popolare Rione Sanità, in via San Severo a Capodimonte.

## Storia e descrizione
Il palazzo, di origini secentesche, fu rinnovato nel secolo succedaneo dalla famiglia Terralavoro, baroni di Teverola. Il rinnovo della fabbrica fu diretto dal capomastro Aniello de Liguoro secondo le indicazioni dell'ingegnere del Sacro Regio Consiglio e tavolario Francesco Attanasio. Gli interni, in particolare le incartate dei soffitti, furono realizzati dal pittore e decoratore Francesco Trippa. Altre maestranze attive furono il basolaro Domenico Mosella che eseguì la pavimentazione del cortile, il falegname Liborio Rinelli e il ferraro Nicola Landi. L'edificio aveva un'importanza strategica prima della realizzazione del Ponte della Sanità, infatti vi sostavano tutti i viaggiatori che si dirigevano verso Capodimonte prima di inerpicarsi per le faticose salite della collina dove cambiavano i cavalli con i buoi per trainare le carrozze. Nel XX secolo furono ospiti del palazzo Vincenzo Arangio-Ruiz, Vincenzo Marchetti e Tina Quagliarella. Il palazzo, gli inizi del ventesimo secolo, fu acquistato per buona parte da Eugenio di Mauro che provvide ad arredare nuovamente gli interni con mobili di vago gusto Art Nouveau realizzati dal cognato Francesco Scarano, un ebanista dilettante, e posteriori al 1908.
L'elemento di spicco è il portale in piperno martellinato con lavori di scalpello nelle decorazioni; la volta dell'androne, di gusto tardo-fanziaghiano, è ribassata. Oltrpassato l'androne e il cortile si accede alla scala settecentesca dell'Attanasio che riadattò una scala precedente, ben visibile è il caposcala di invito di origine secentesca nelle sue forme. Le rampe della scala sono illuminate da aperture centinate, in corrispondenza dei pianerottoli di riposo, e coperte da volte a botte sostenute da peducci di stucco. In fondo alla prima rampa c'è una piccola edicola in stucco che doveva ospitare una piccola immagine sacra; mentre in quella sulla terrazza un piccolo crocifisso tardo-secentesco, opera di uno scultore vicino ai modi di Nicola Fumo e Giacomo Colombo ed attualmente facente parte di una collezione privata.